# Ільчук Микола Семенович
Микола Семенович Ільчук (* 10 червня 1941, Шадринськ, Челябінська область, РРФСР, СРСР — 20 жовтня 2004, Одеса, Україна) — радянський і український кінооператор. Заслужений діяч мистецтв України (1999).

## Життєпис
Народився  в родині службовців. Закінчив операторський факультет Всесоюзного державного інституту кінематографії (1965, майстерня Л. Косматова). 
З 1970 р. — оператор Одеської кіностудії художніх фільмів.
Член Національної спілки кінематографістів України.

## Фільмографія
Зняв стрічки:
- «Аптекарка» (1964, ВДІК)
- «Дівча з буксира» (1965, у співавт.)
- «Продавець повітря» (1967, комб. зйомки)
- «Золотий годинник» (1968)
- «Відвага» (1971, 2-й оператор)
- «Вершники» (1972, т/ф)
- «Причал» (1974, т/ф)
- «Відповідна міра» (1974, у співавт.)
- «Порт» (1975)
- «Вище лише хмари» (1976, у співавт.)
- «Струни для гавайської гітари» (1978, новела «Вогонь в глибині дерева»)
- «Квартет Гварнері» (1978, 2 а)
- «Тільки в м'юзік холі» (1980, т/ф, у співавт.)
- «Я, син трудового народу» (1983)
- «На мить озирнутися...» (1984, т/ф)
- «Секретний фарватер» (1986, т/ф)
- «Дезертир» (1990, т/ф)
- «Ніч грішників» («Вища істина бомбіста Олексія», 1992)
- «Не відлітай, землянине!» (1992, т/ф, 4 с.) та ін.